# 弗朗西斯科·德·苏巴朗
弗朗西斯科·德·苏巴朗（西班牙語：Francisco de Zurbarán，西班牙語：[fɾanˈθisko ðe θuɾβaˈɾan]；1598年11月7日（受洗）—1664年8月27日），西班牙画家，成名于宗教画。擅长描绘僧侣、修女、殉道者以及静物。由于其对于明暗对照法的出色运用而被称为西班牙的卡拉瓦乔。
他是画家胡安·德·苏巴朗的父亲。

## 生平

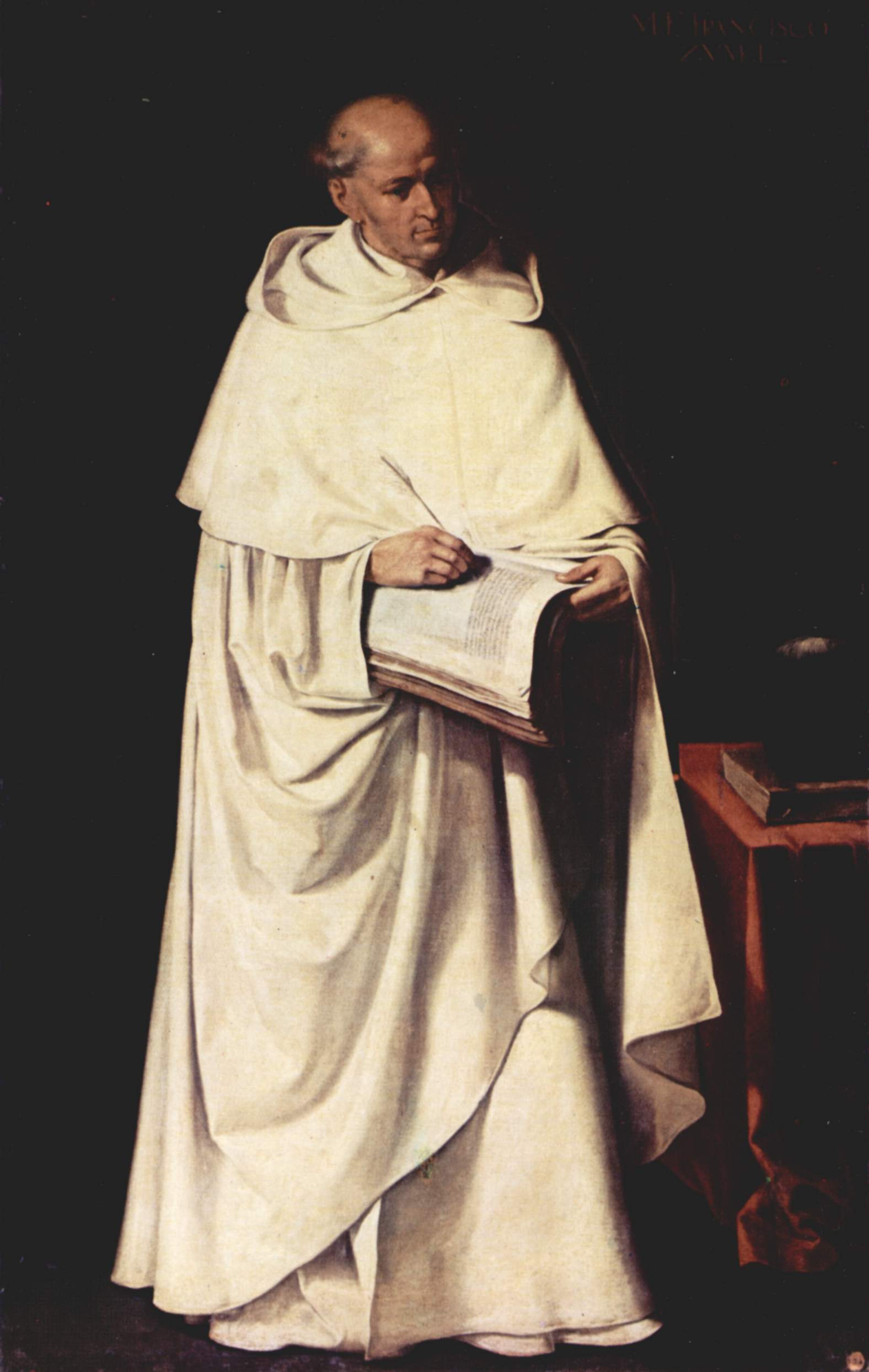
1633，弗朗西斯科·祖梅尔的肖像, 圣费尔南多皇家美术学院博物馆, 马德里

1598年，苏巴朗生于西班牙埃斯特雷马杜拉自治区的丰特-德坎托斯，并于11月7日受洗。他的父亲是路易斯·德·苏巴朗，一名缝纫店店主；母亲名叫伊莎贝尔·马克斯。他在童年时开始使用木炭来摹仿一些物体。1614年，他的父亲将他送到塞维利亚给画家佩德罗·迪亚斯·德·比利亚瑞瓦作学徒，为期三年。人们对这名画家知之甚少。1617年，苏巴朗与大他九岁的玛利亚·帕依特结婚。玛利亚与他有三名子女，她在1624年去世。1625年，苏巴朗与一名富有的寡妇碧缇丝·德·莫拉莱斯再婚。
1626年1月17日，苏巴朗与塞维利亚圣巴勃罗皇家修道院的院长签订了合同，约定在八个月内为其创作21幅画作。 其中十四幅描绘了圣道明的生平，其余画作的主题则包括圣文德，托马斯·阿奎纳，以及四名教会圣师。这项委托让苏巴朗作为画家的事业得以起步。1628年8月29日，塞维利亚的仁慈圣母玛利亚修会委托苏巴朗创作22幅作品，用于装饰修道院的回廊。1629年，塞维利亚的长老邀请苏巴朗定居到这座城市中，因为这位已经饱负盛名的画家能够提高塞维利亚的声誉。苏巴朗接受了邀请，与他的妻子碧缇丝，前妻留下的三个孩子，一位名叫伊莎贝尔·德·苏巴朗的亲属和八个仆人一起移居到了塞维利亚。
稍早于1630年，他被腓力四世任命为宫廷画家。据传说腓力四世有次曾将手放在苏巴朗的肩膀上，说道：“王之画家，画家之王”。
1639年5月，他的第二任妻子碧缇丝去世。
1630年代末，苏巴朗的工作室有许多画作被销售到了南美。组画“雅各与十二个儿子”似乎原本就是为南美市场所作，但其中大部分最终成为了英国达勒姆郡奥克兰城堡的收藏，其中过程不明。而在1640年之后，与牟利罗（Bartolomé Esteban Murillo)生动的宗教画相比，苏巴朗冷峻、严肃的风格则不再那么受欢迎，这导致他的声誉有所下降。
1644年2月7日，苏巴朗与另一名富有的寡妇莱昂诺尔·德·托德（Leonor de Torder）结婚，这是他的第三次婚姻。1658年，苏巴朗为寻求委托而移居到马德里,并且与委拉斯开兹重建了联系，此时已是他的晚年。一种传言说他死于贫困，不过他死时共有价值约二十万西班牙雷亚尔的家产。

## 绘画风格

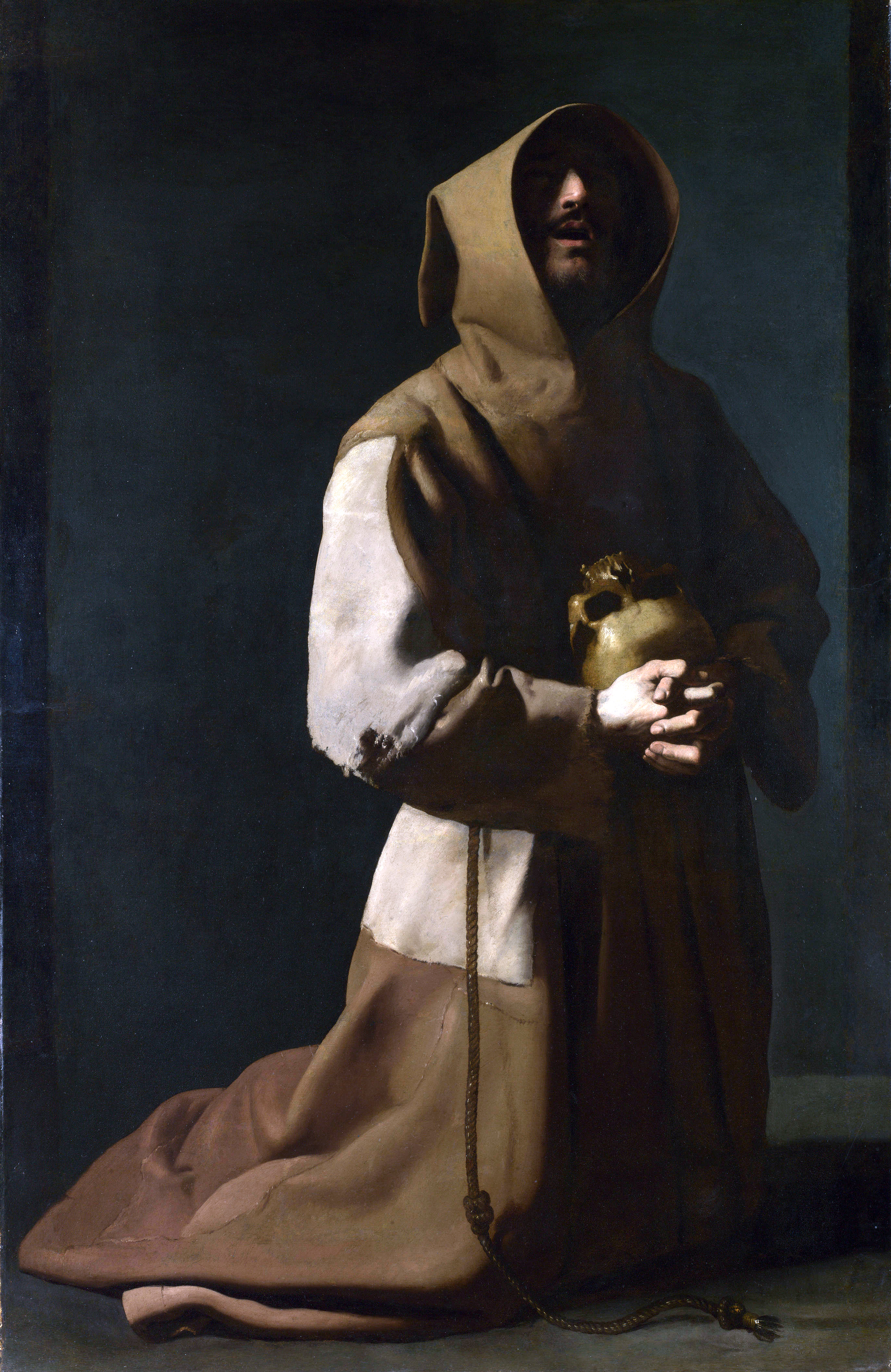
圣弗朗西斯科的冥想, 1639, 英国国家博物馆, 伦敦

苏巴朗是否临摹过卡拉瓦乔的作品仍然不为人所知，虽然他确实在一定程度上采用了卡拉瓦乔的明暗对照法和暗色调主义，然而一些艺术史学者认为，当时对他的个人绘画风格影响最大的则是胡安·桑切斯·科坦。苏巴朗偏好色彩丰富的雕塑，这些雕塑技巧当时在塞维利亚已经登峰造极，远远超出了画家们的成就，为年轻的艺术家们提供了临摹样板。胡安·马丁内斯·蒙塔涅斯的雕塑作品与苏巴朗的绘画在精神上就非常接近。
苏巴朗直接从自然中绘画。他常常使用假人来模拟衣服布料的褶皱，这让他精通了对布料的描绘。他尤其擅长画白衣服，因此经常将穿白衣的加尔都西会修士们作为他画作的题材。
苏巴朗画作的风格较为单一。在他职业生涯中，除去少量例外，绝大多数画作都是遵循着同一套方法创作。这些画作将构图缩减到一个人，以宗教上的严酷苦修为题材，主张以神圣的戒律来约束肉身。他“要么不擅长（在画作中）叙事，要么不屑于此”，因此除非观众原本就对画作中所描绘的故事有所了解，否则很难明白画中的涵义。比起卡拉瓦乔，苏巴朗的风格更强调戒律和对自身的约束，色调也更偏冷。在他的画作中，前景常常在光暗的交接中展现出丰富的细节,体现出画家的卓越技巧；背景则完全隐于暗中。
苏巴朗不擅长画具有景深的场景。无论他画的是室内还是室外，视觉效果都更像是小剧场上的幕布。艺术史学家朱利安·加莱戈认为，苏巴朗早期所受的艺术训练“可能让他的审美倾向于一种矫饰主义的构图……并倾斜地将那些家具和物品”摆放在一种模糊的、缺乏一致透视的空间中。在立体主义绘画中，所有物体都被彼此独立地进行描绘这与苏巴朗画作中的空间矛盾可以相互比较。据何塞·卡蒙·阿斯纳尔所说，“苏巴朗从笨拙中造出了奇趣。”
苏巴朗晚期的作品，例如“圣方济各”(c. 1658–1664; 老绘画陈列馆)，明暗对比不再那么剧烈，笔触也更轻松，这表现出了来自牟利罗和提香的影响。

## 艺术遗产

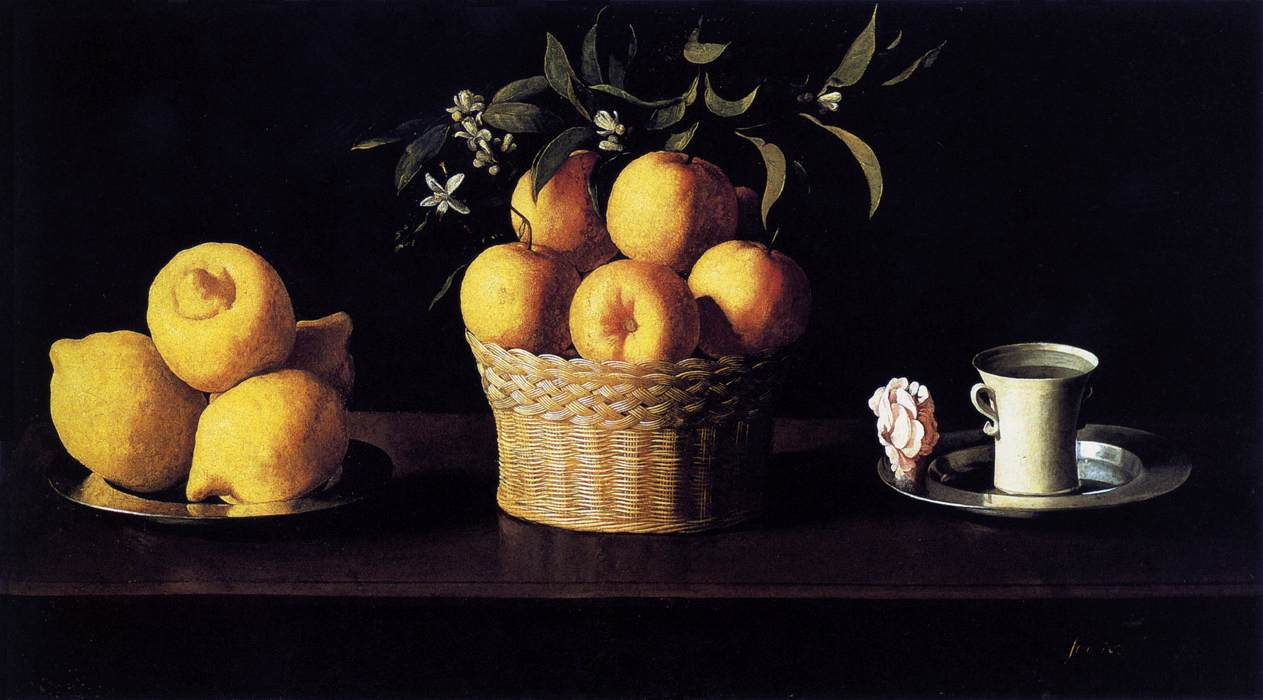
“静物：柠檬，橙子和玫瑰”, 1633, 诺顿·西蒙博物馆, 帕萨迪纳，加利佛尼亚州

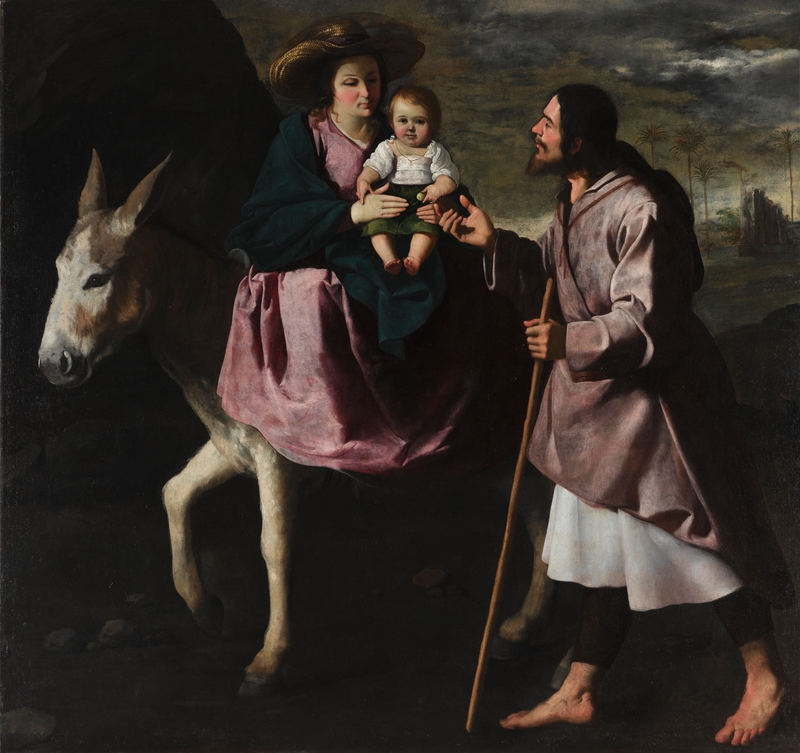
逃往埃及, 1630年代末, 西雅图艺术博物馆

1631年，他创作了名为“圣托马斯·阿奎那的神化”的单幅祭坛画，原本为所属这名圣人教团的教会所作，现在收藏于塞维利亚美术博物馆。 这是苏巴朗最大的单幅作品，画中的人物包括耶稣，圣母玛利亚，其他几名圣人，神圣罗马帝国皇帝查理五世和他的骑士们，以及大主教迭戈·代·德萨和僧侣，仆人们。画中的所有主要角色都超过了真人尺寸。它曾被安放在塞维利亚大教堂中，在许多描绘圣彼得的祭坛装饰画的后方。
在1628至1634年间，他创作的作品包括：圣彼得·诺拉斯科人生中的四个场景,受塞维利亚加尔默礼仁爱会主修道院的委托； 瓜达卢佩圣母修道院中的几幅大尺寸作品，其中八幅所画的是哲罗姆的生平；以及塞尔维亚圣保罗教堂的一幅十字架上的耶稣，画中用灰色画法模拟了大理石的质感。 1639年，他完成了赫雷斯加尔都西会修道院的主祭坛画。同一时代，他也受委托绘制了关于赫拉克勒斯的十二项试炼的一系列组画。这也是苏巴朗所创作的唯一一组以神话为题材的作品，并被安置在马德里的王国大厅。 他最有代表性的作品之一"圣弗朗西斯科的冥想"如今收藏在英国国家美术馆，这幅作品为真人尺寸的全身像，画中圣弗朗西斯科双膝跪地，手捧着一枚骷髅头。
1835年，苏巴朗的一些作品被从修道院中征收到加的斯博物馆中展出。

他最主要的学徒包括伯纳贝·德·阿亚拉, 胡安·卡罗·德·塔维拉, 以及波兰科兄弟。这份名单中也包括 伊格纳西奥·代·里斯。
1987年，苏巴朗的作品曾作为一场大型展览的对象，在大都会博物馆被展出。该展览次年转移到了巴黎大皇宫。 2015年，提森-博内米萨博物馆举行了名为苏巴朗，一个全新的视角的展览。

## 画廊

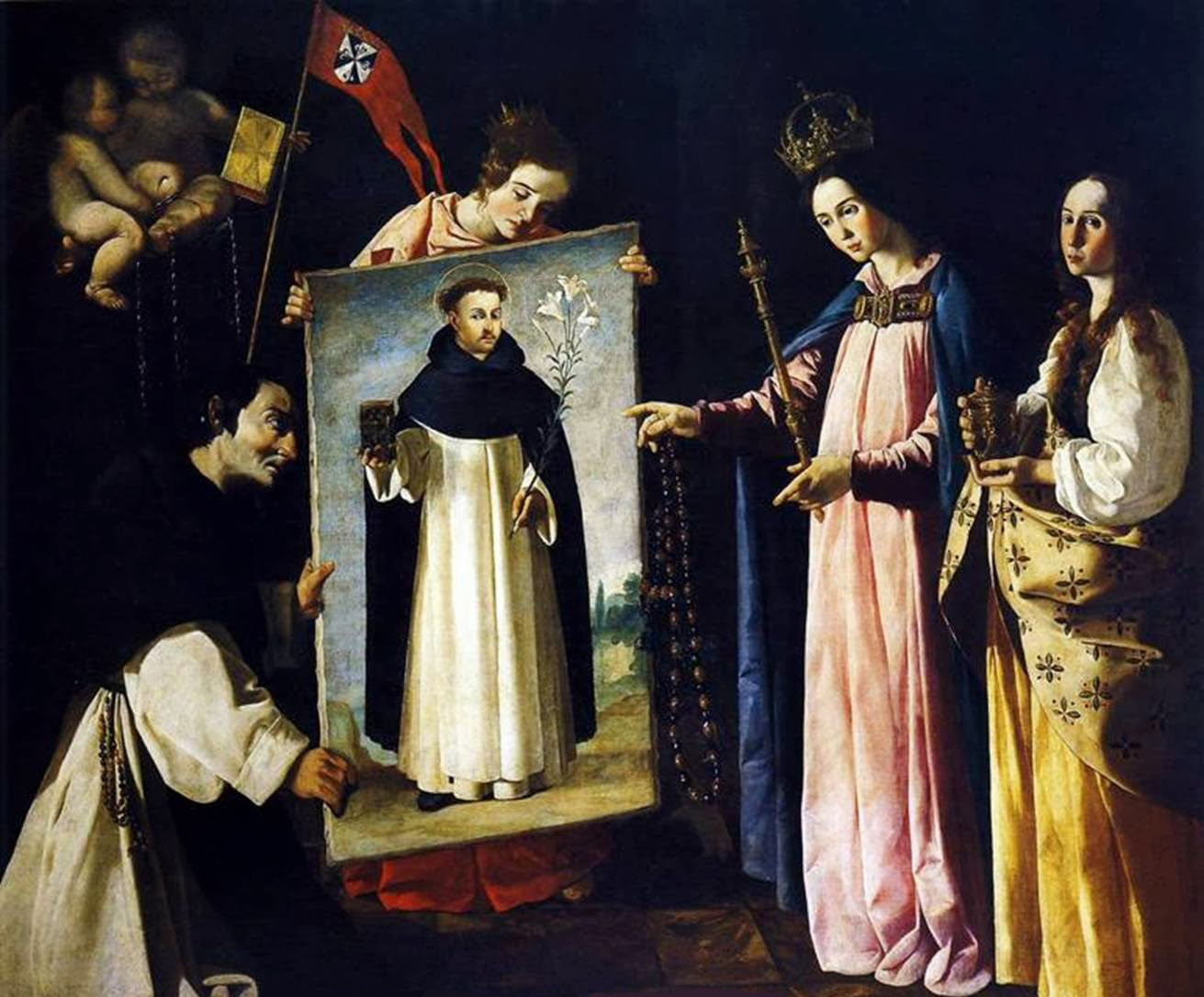
Santo Domingo en Soriano, 1626, Santa María Magdalena, Seville
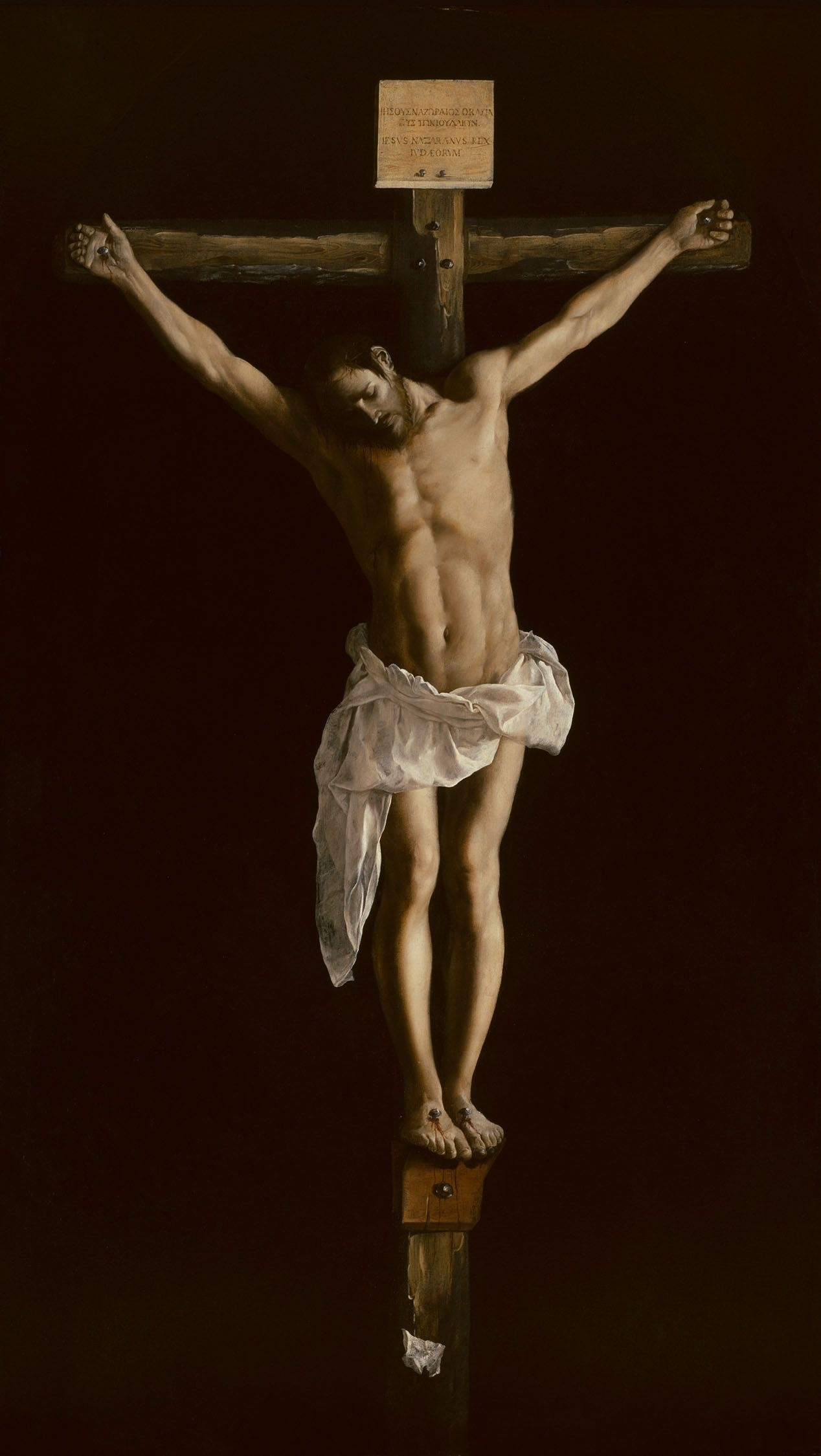
Christ on the Cross, 1627, Art Institute of Chicago
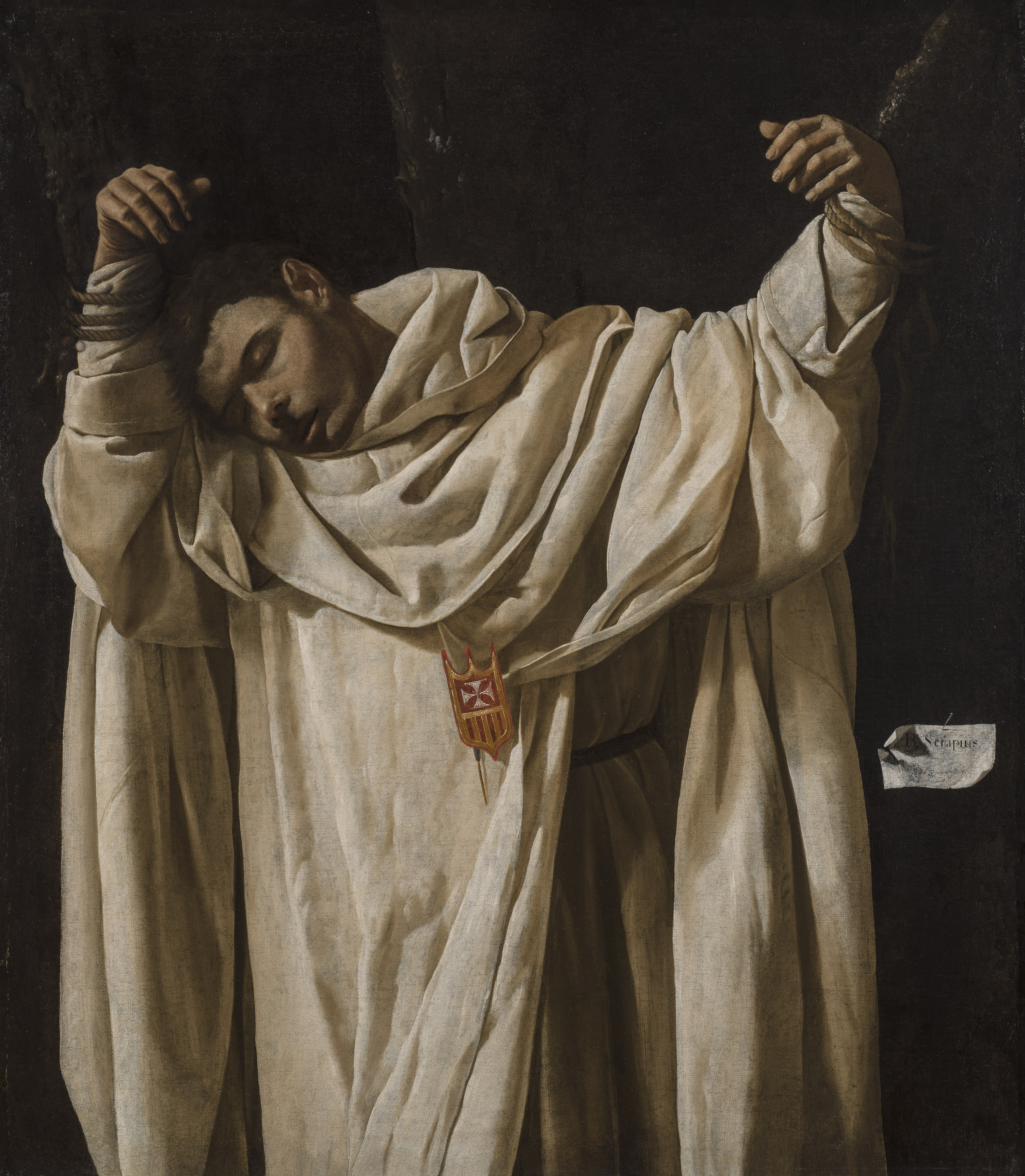
Saint Serapion, 1628, Wadsworth Atheneum, Hartford, Connecticut
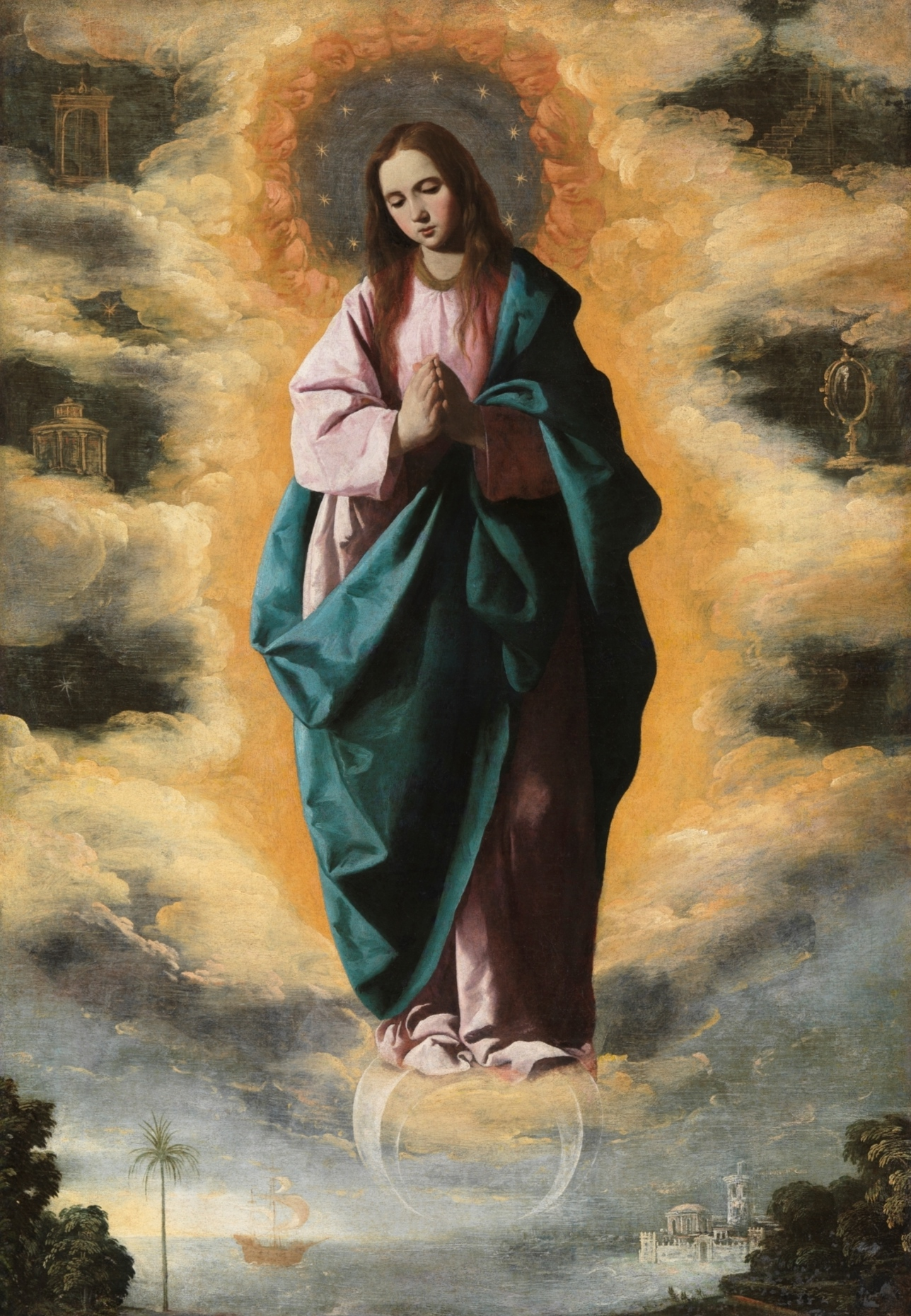
Immaculate Conception, 1630, Museo del Prado, Madrid
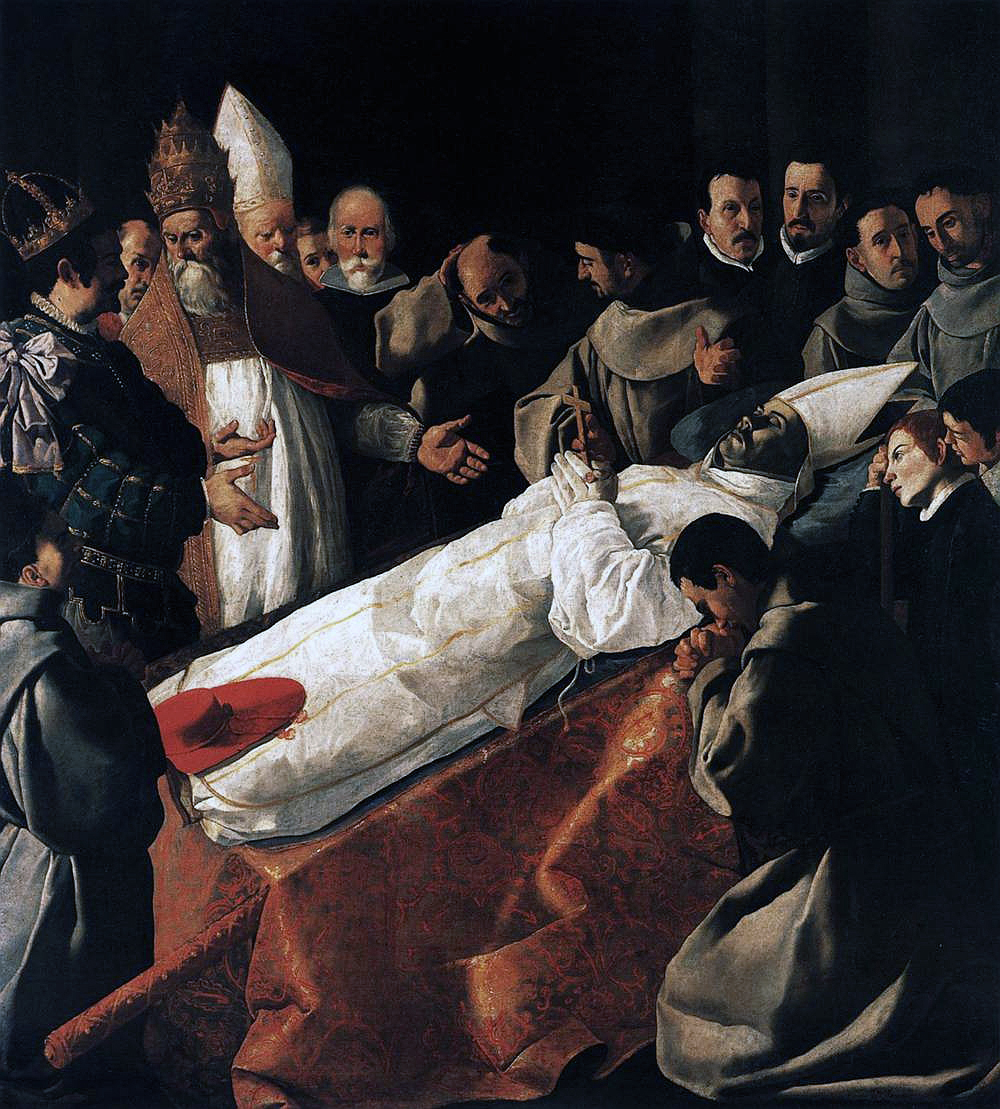
The Death of St. Bonaventure (The Body of St. Bonaventure in the Presence of Pope Gregory X and James I of Aragon), 1629–1630, Louvre Museum, Paris
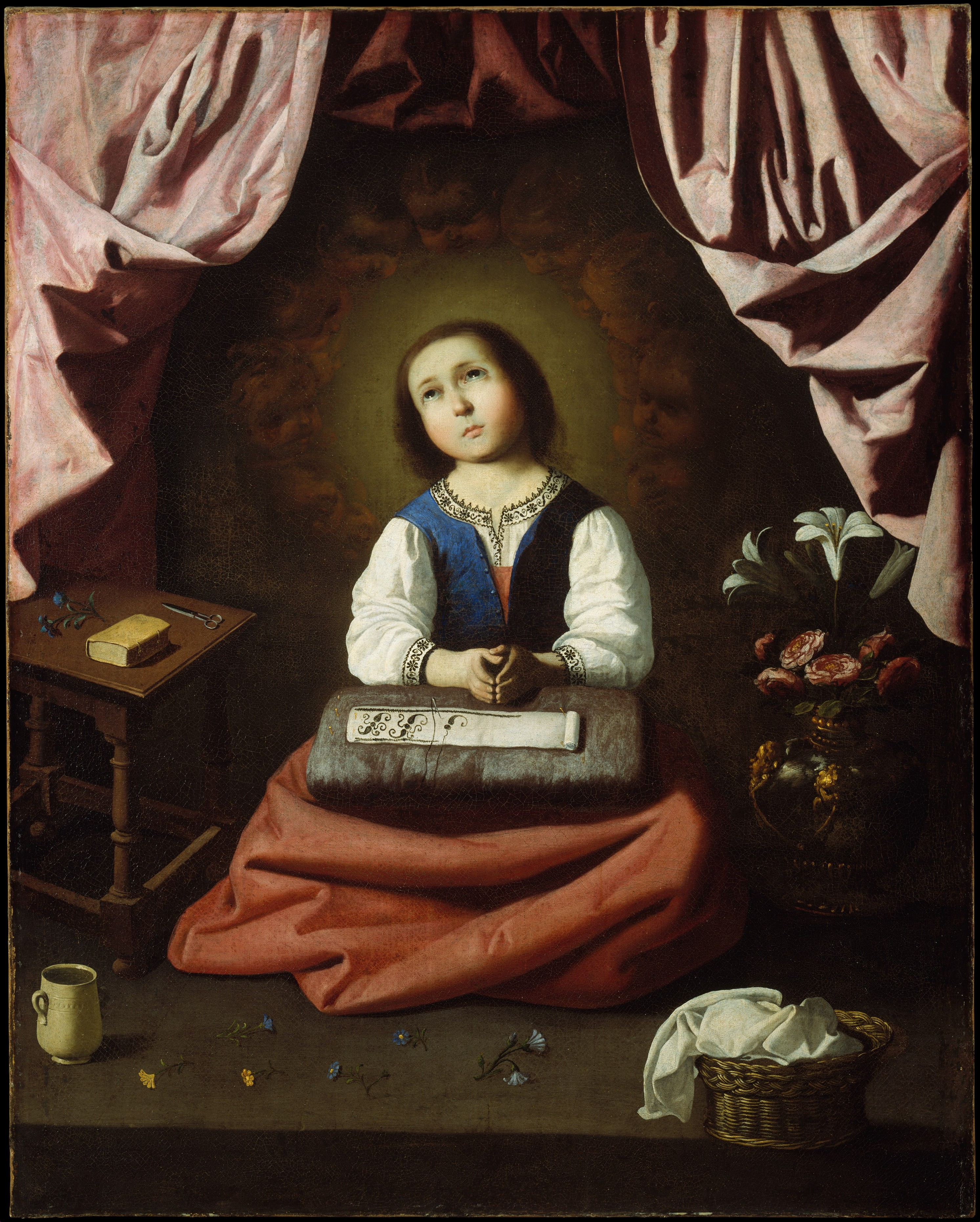
The Young Virgin, 1630, Metropolitan Museum of Art, New York
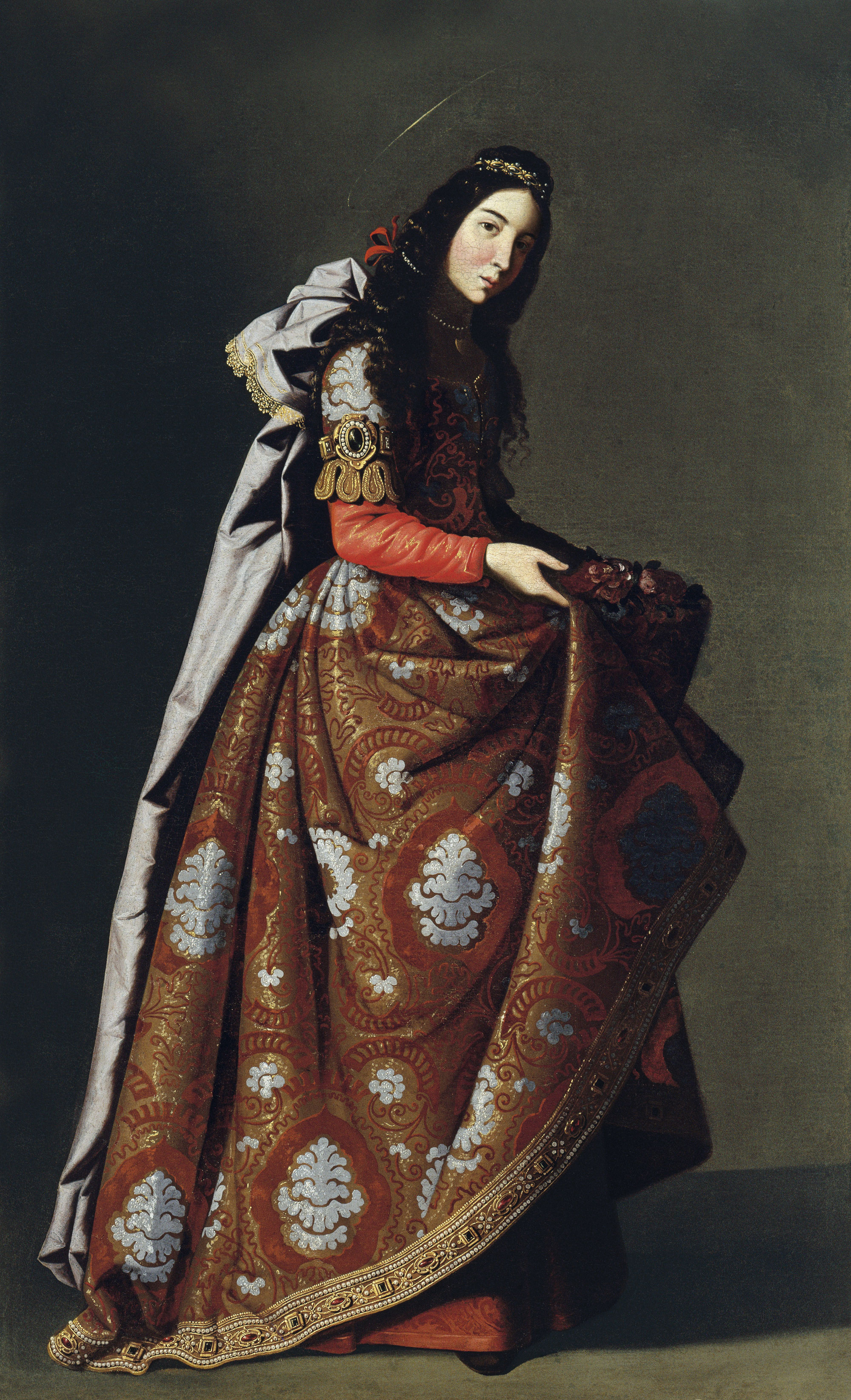
Saint Casilda of Toledo, 1630-1635, Thyssen-Bornemisza Museum, Madrid
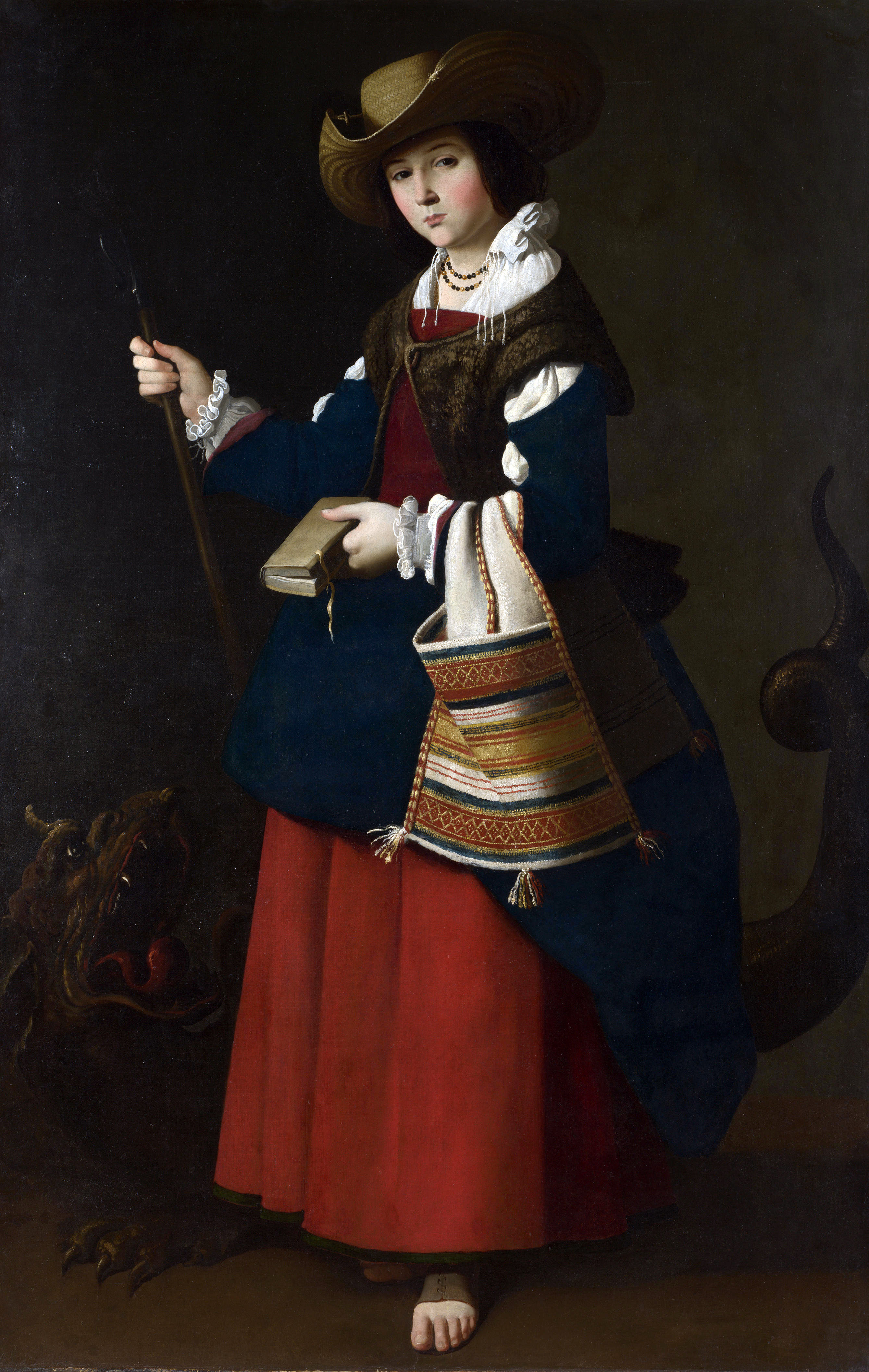
Saint Margaret as a shepherdess, 1631 National Gallery, London
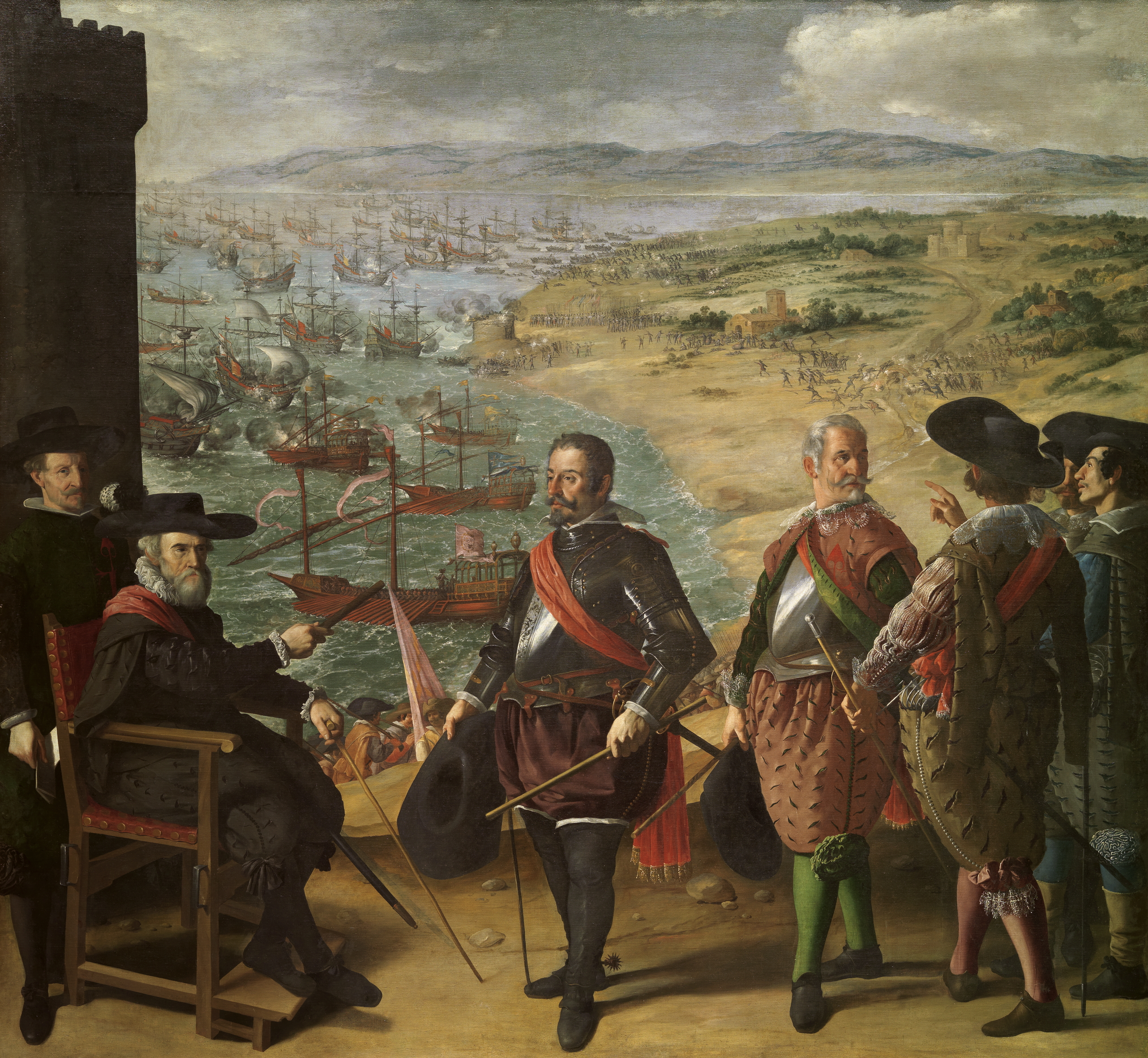
The Defence of Cádiz against the English, 1634, Museo del Prado, Madrid
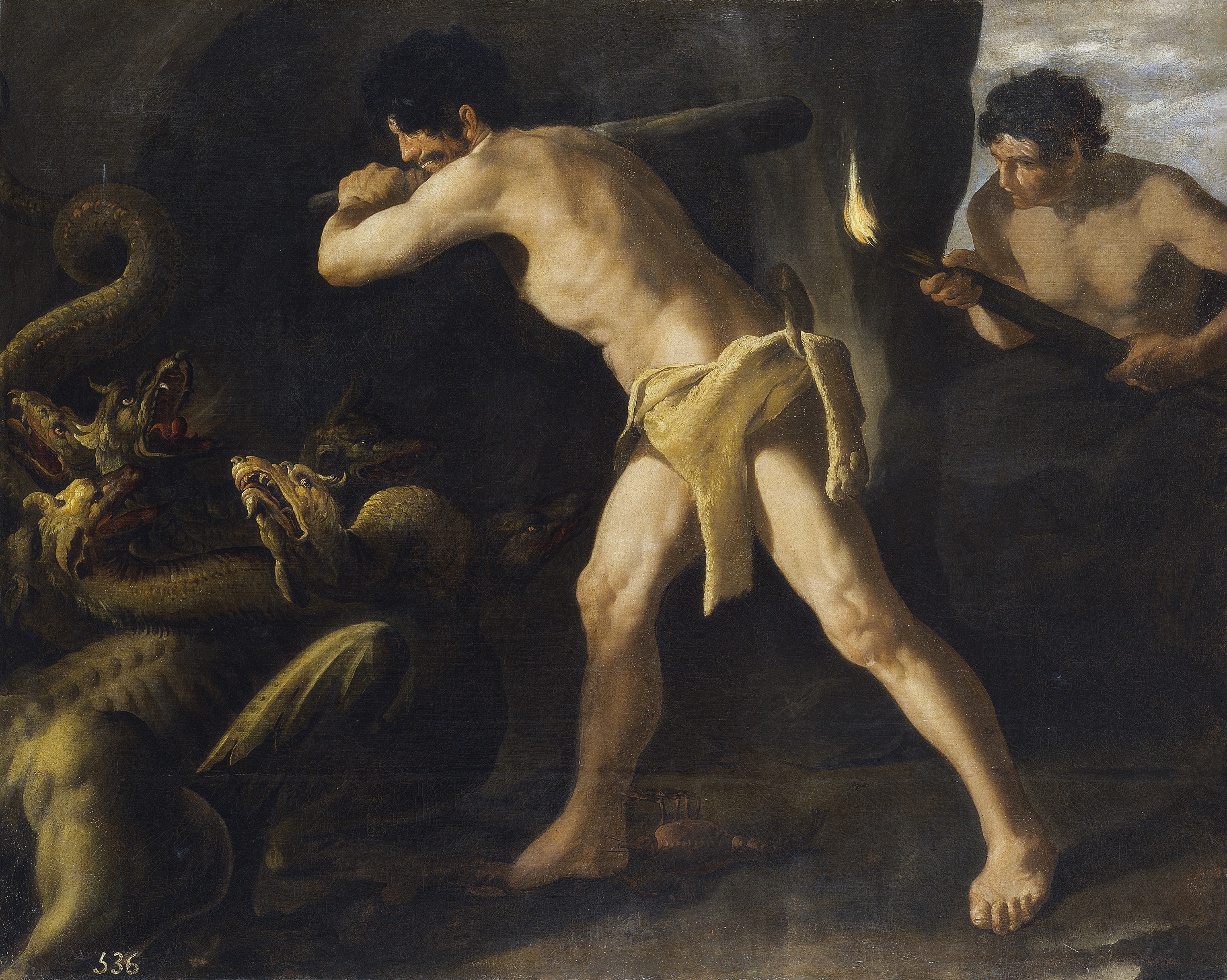
Hercules and the Hydra, 1634, Museo del Prado, Madrid
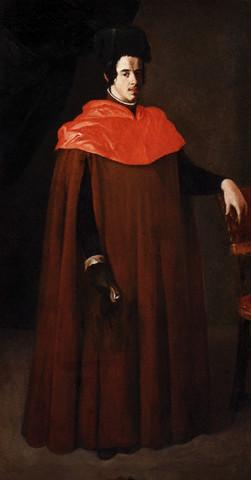
A Doctor of Law, 1635, Isabella Stewart Gardner Museum, Boston
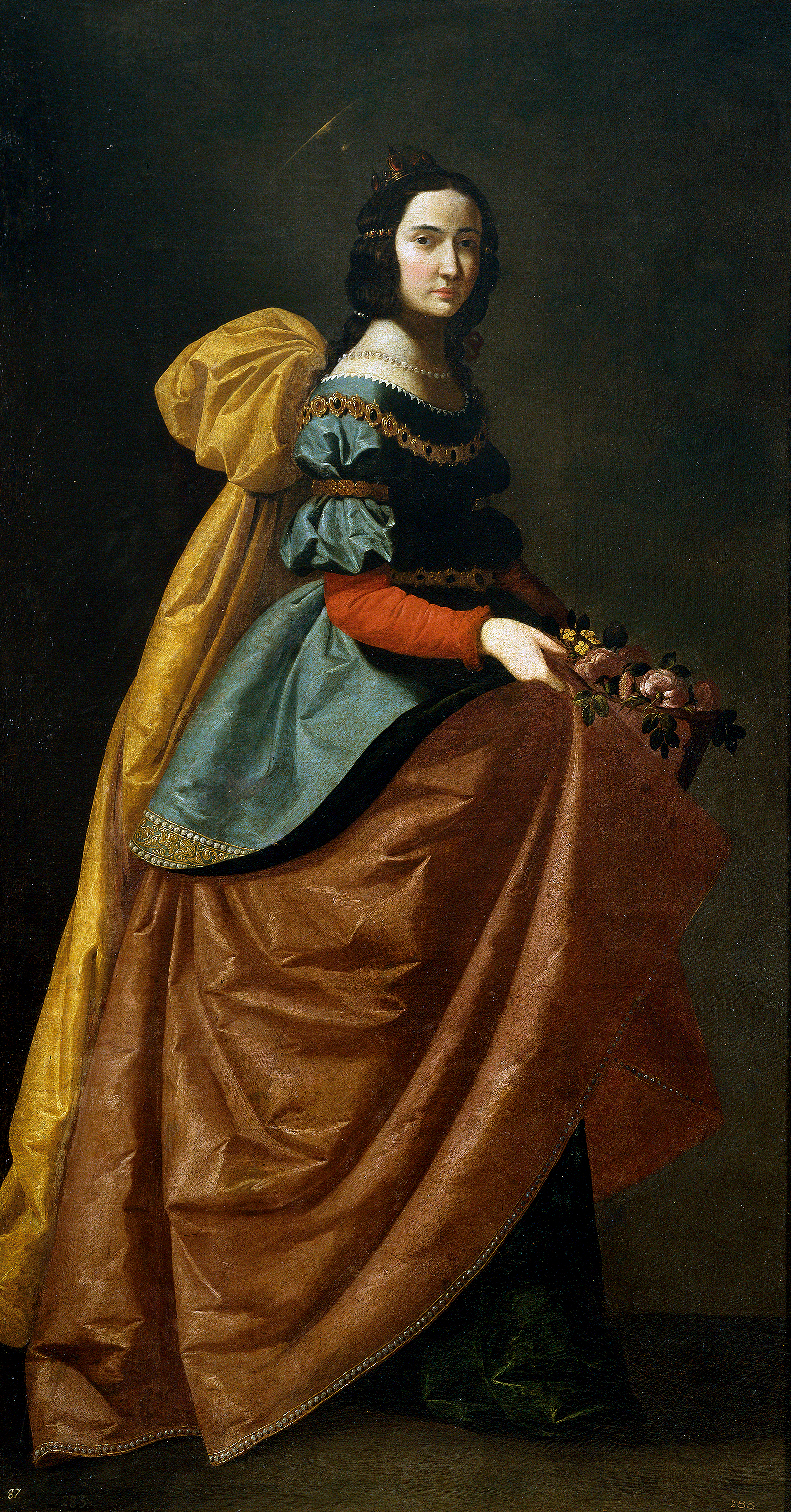
Saint Elizabeth of Portugal, c. 1635, Museo del Prado, Madrid
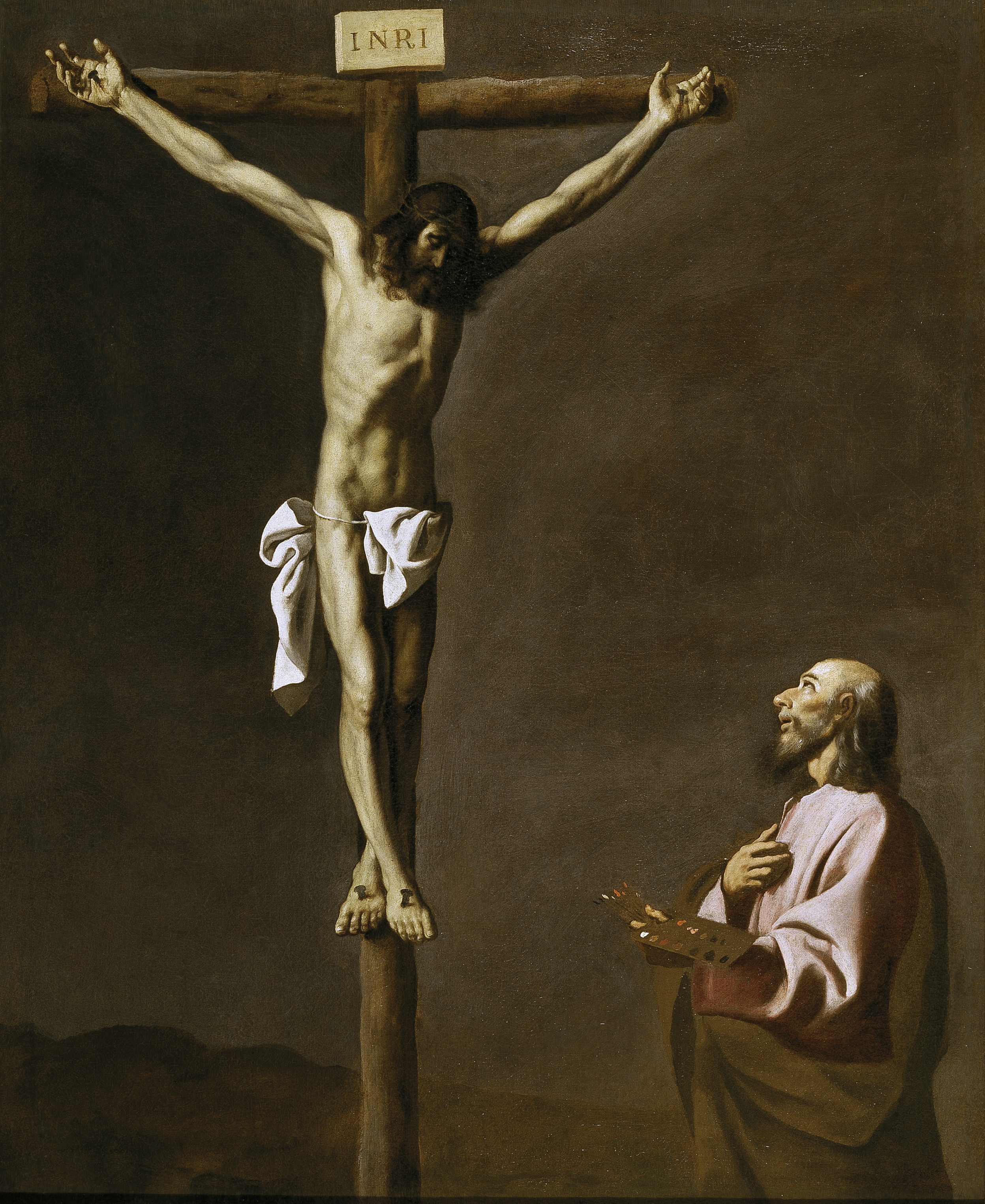
Saint Luke as a Painter before Christ on the Cross, c. 1635–1640, Museo del Prado, Madrid
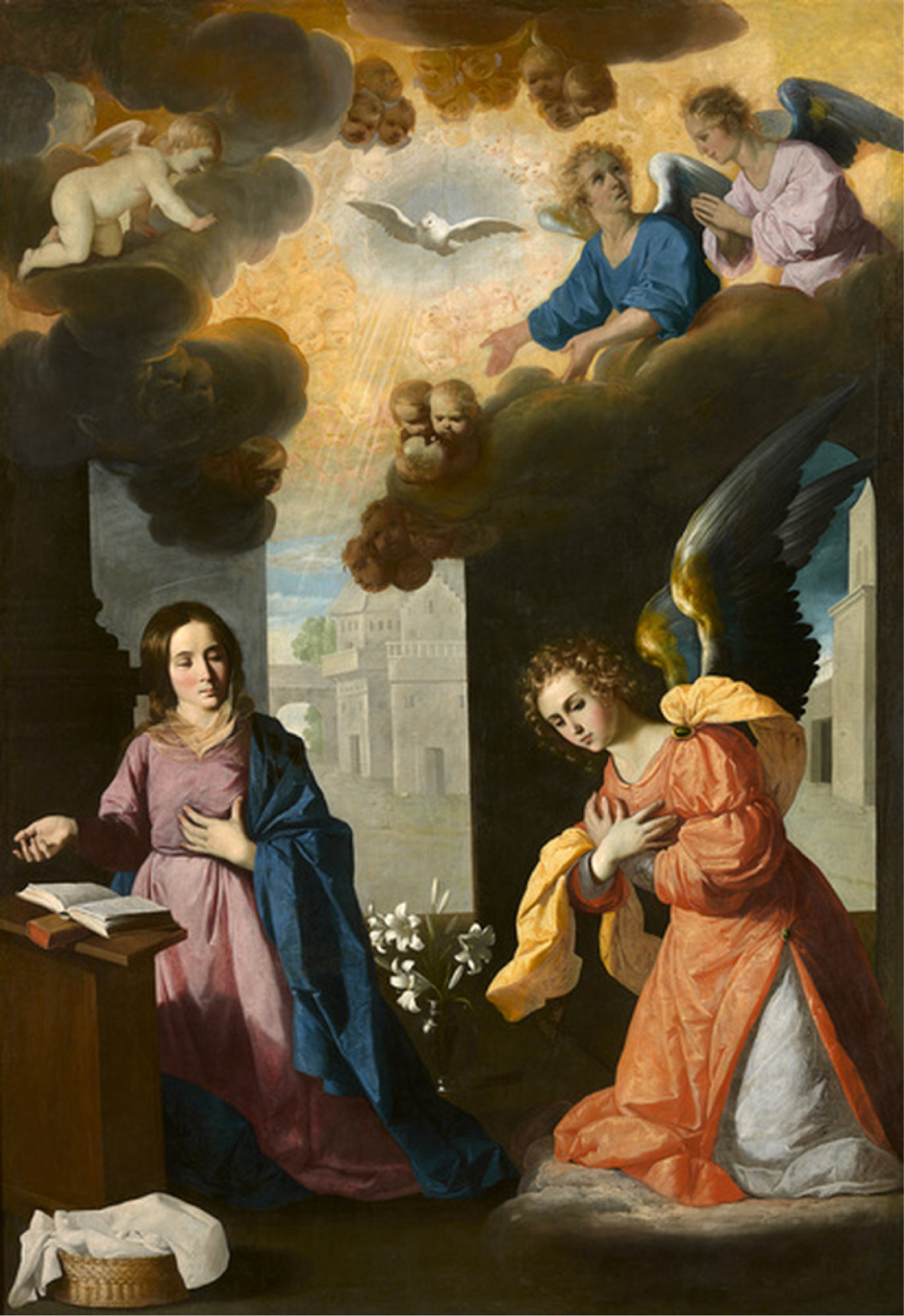
The Annunciation, 1637–1639, Museum of Grenoble, France
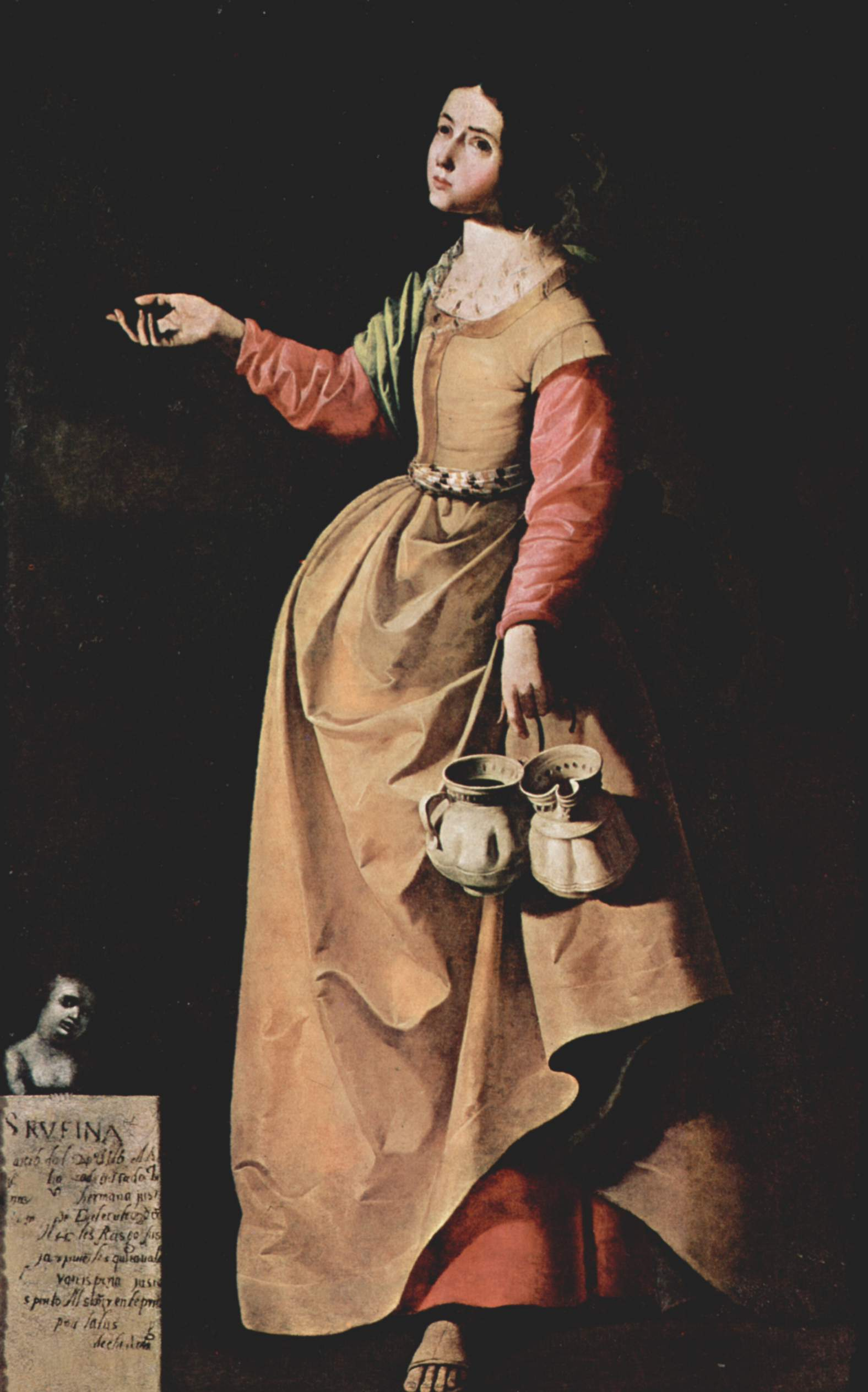
Saint Rufina, c. 1635–1640, National Gallery of Ireland, Dublin
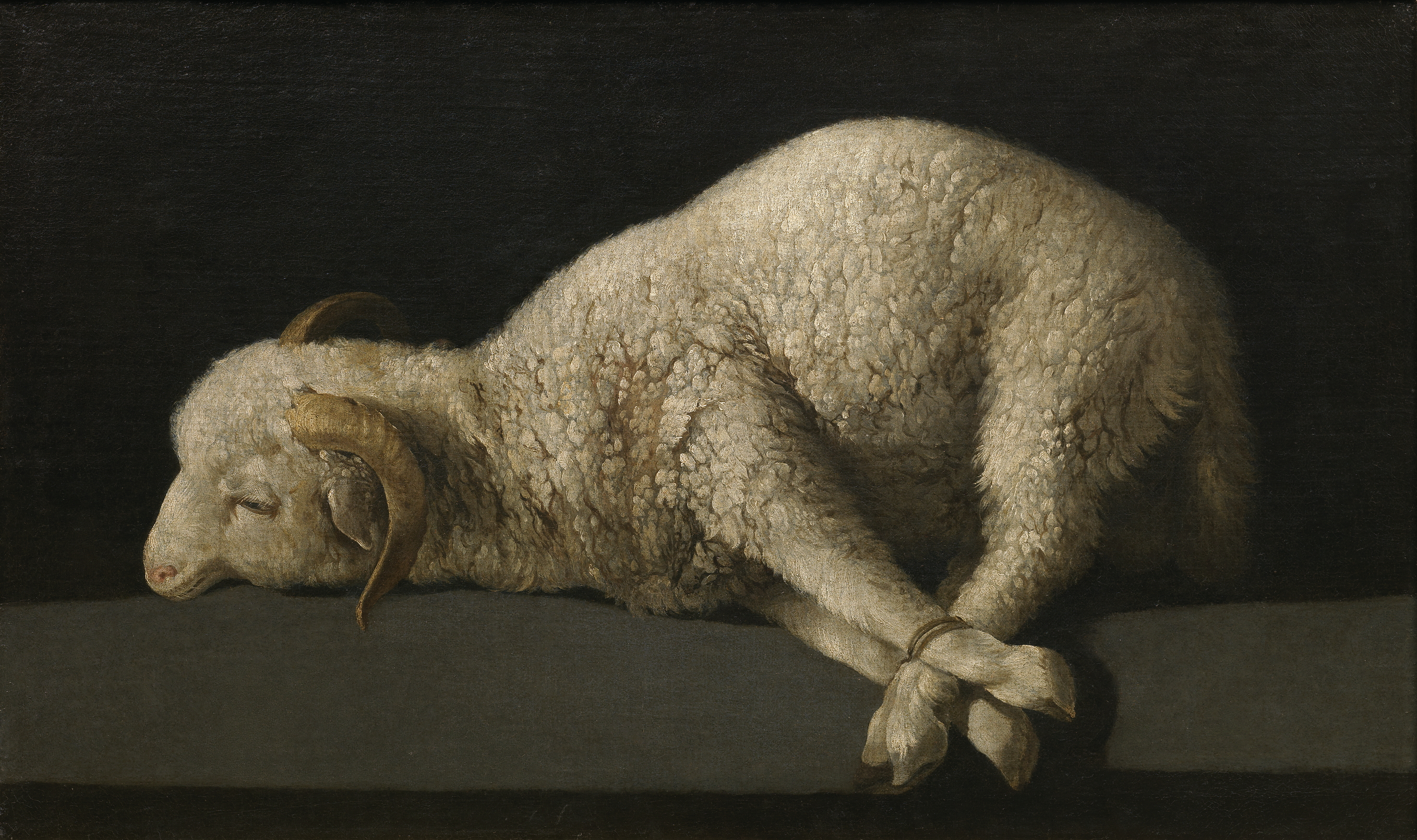
Agnus Dei, c. 1635–1640, Museo del Prado, Madrid
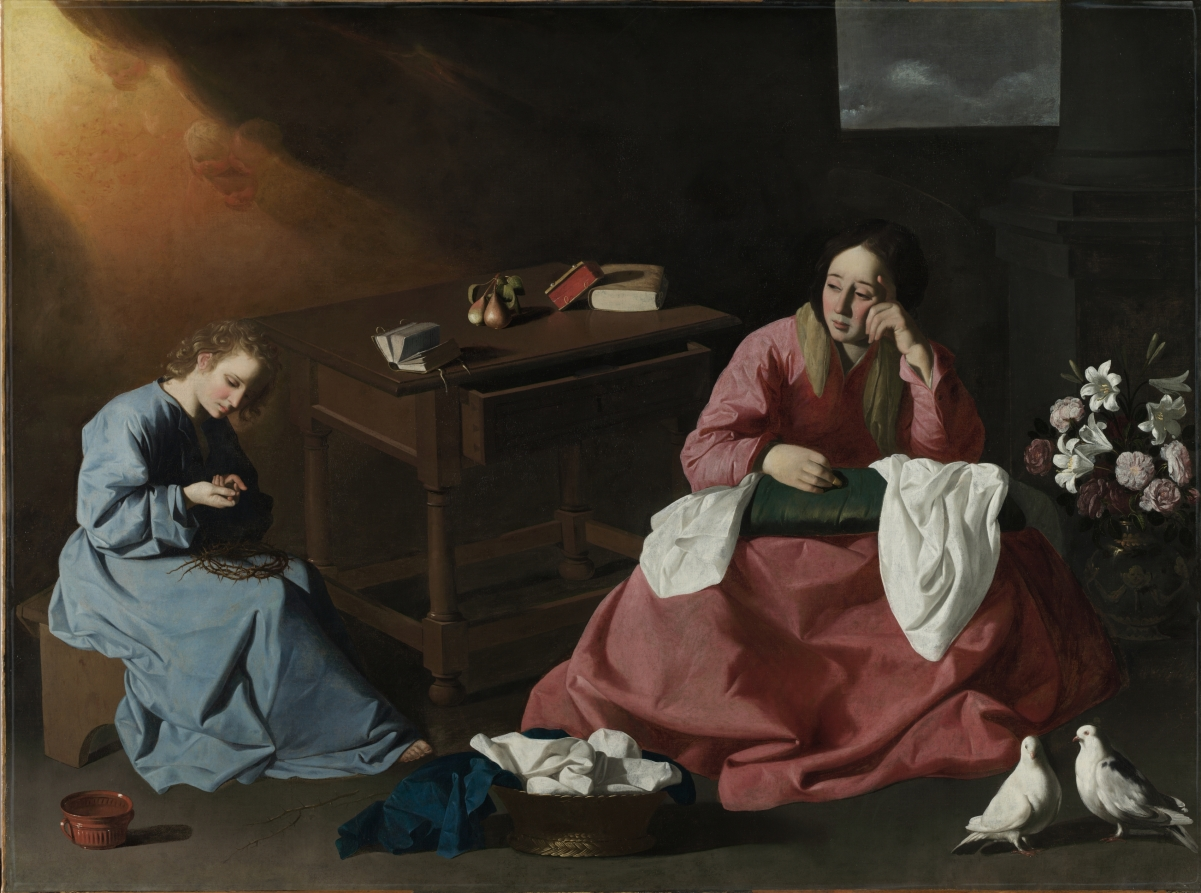
Christ and the Virgin in the House at Nazareth, c. 1631–1640, Cleveland Museum of Art
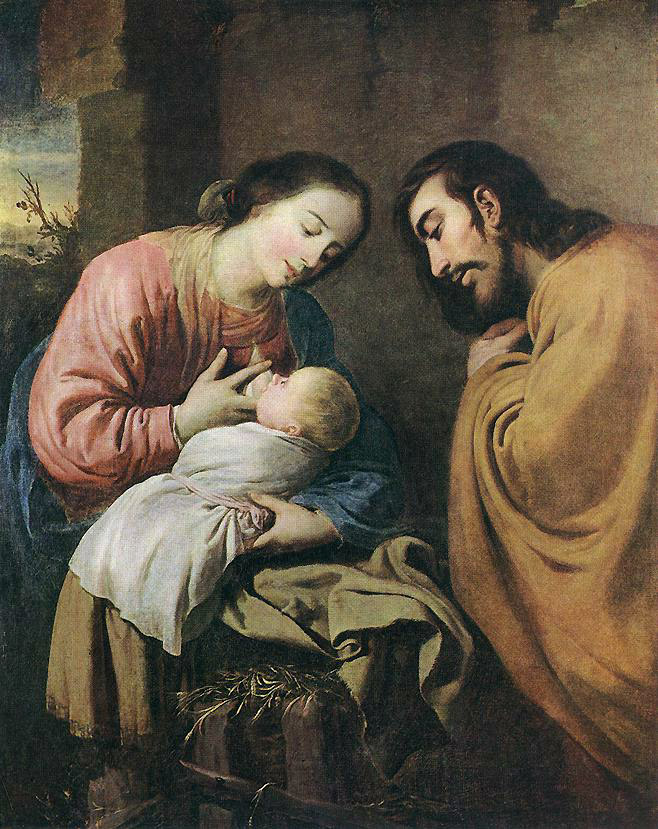
The Holy Family, 1659, Szépművészeti Múzeum, Budapest
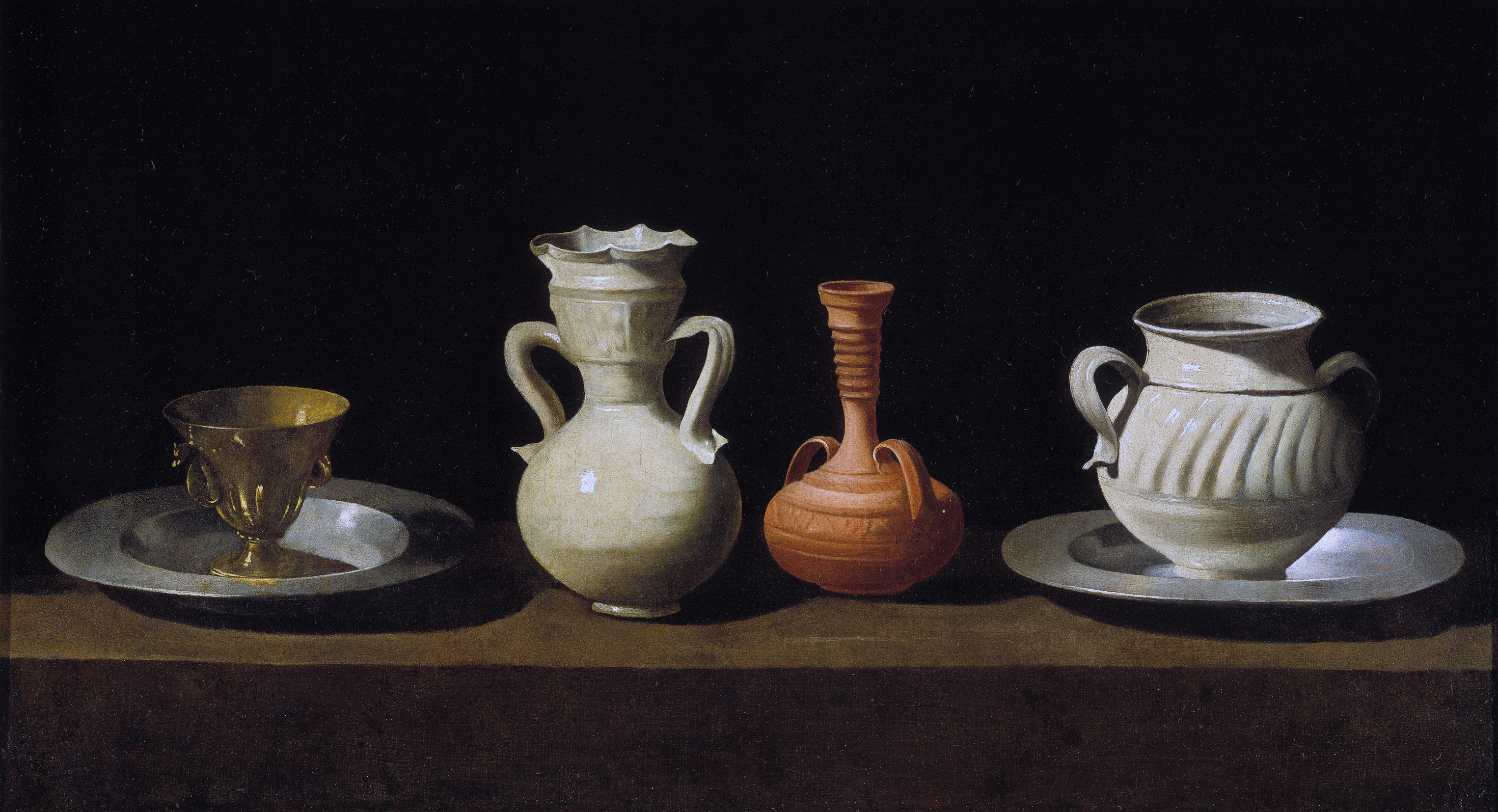
Still Life with Pots, c. 1650, Museo del Prado, Madrid
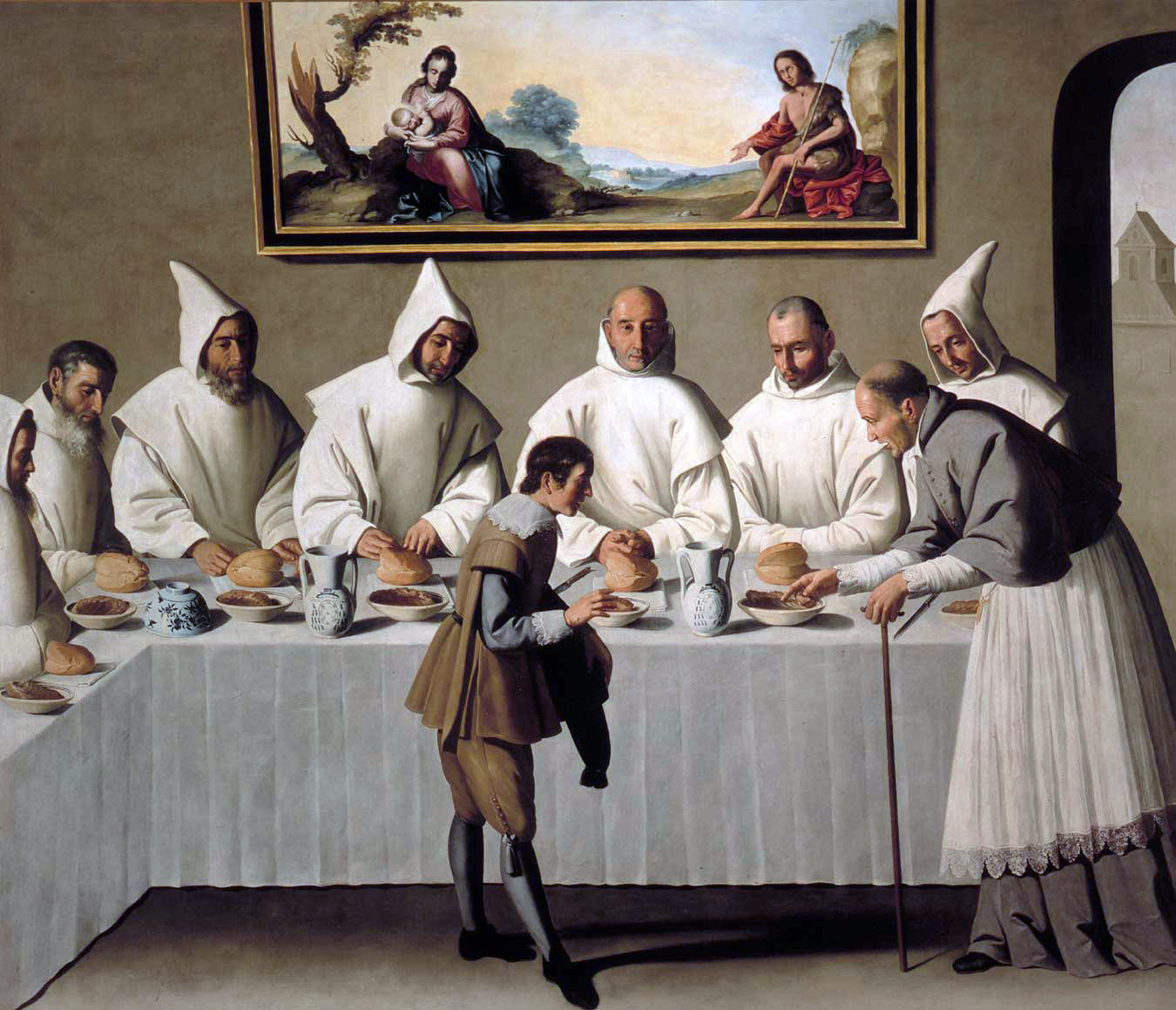
St Hugh in the Carthusian Refectory c. 1655, Museum of Fine Arts of Seville
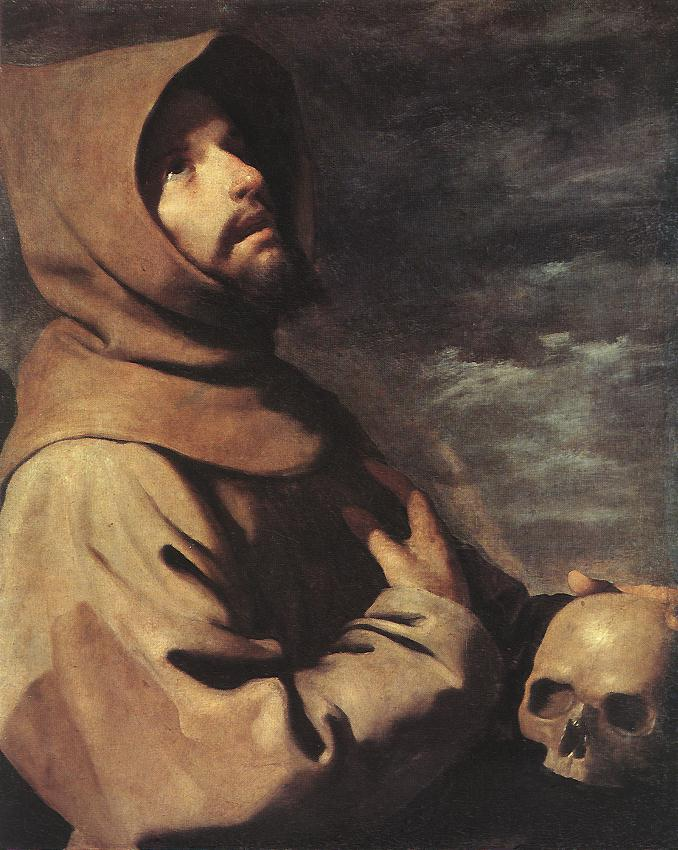
Saint Francis, c. 1658–1664, Alte Pinakothek, Munich
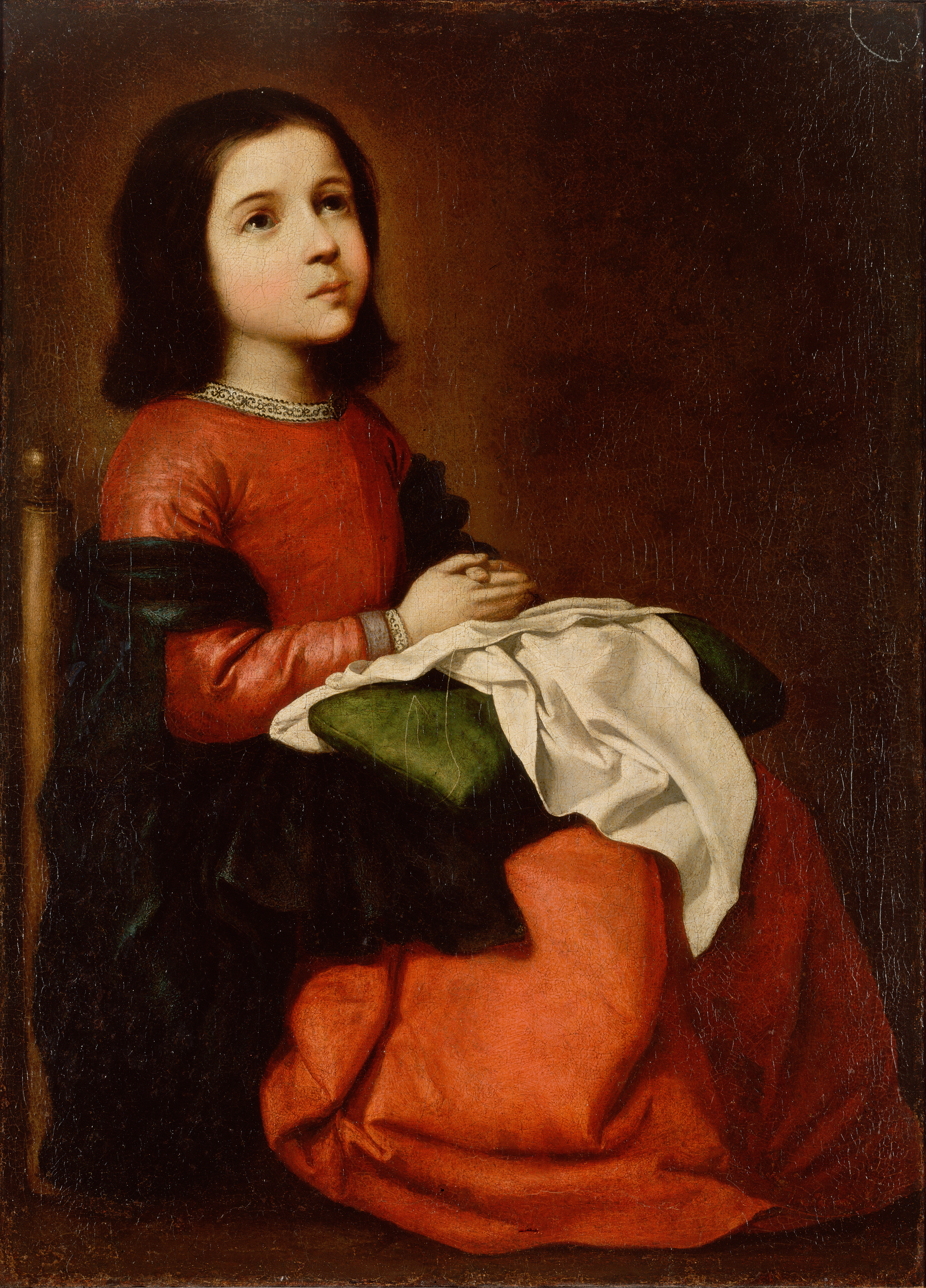
The Virgin Mary as a Child Praying, c. 1658–1664, Hermitage Museum, Saint Petersburg
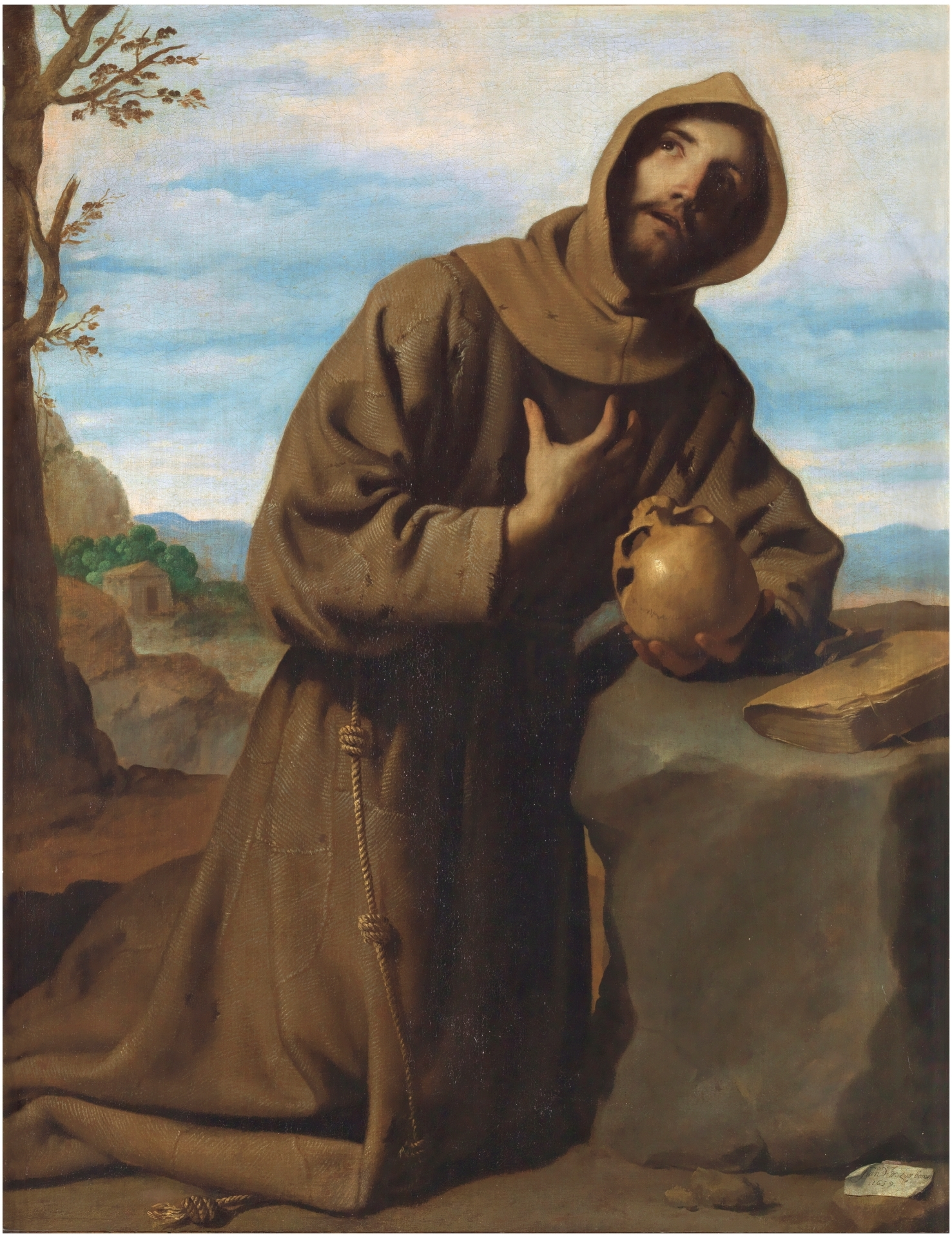
Saint Francis in Prayer, 1659, Museo del Prado, Madrid Portrait of Marchesa Brigida Spinola Doria at age 58 1642

### 引用
1. ↑  Saint Luke as a Painter before Christ on the Cross. （页面存档备份，存于） Humanities Web. Retrieved 30 September 2007.
2. ↑  Bussagli & Reiche 2009，第95頁.
3. ↑  Pérez 2004，第147頁.
4. 1 2 3 4  Ressort & Jordan 2003.
5. ↑  . National Gallery. 2018  [2021-03-18]. （原始内容存档于2025-04-12）.
6. ↑  Harris 2005，第208頁.
7. 1 2  Gállego & Gudiol 1977，第135頁.
8. 1 2  Baticle 1987，第53頁.
9. ↑  Rossetti 1911，第1056頁.
10. ↑  Gállego & Gudiol 1987，第13頁.
11. ↑  Gállego & Gudiol 1987，第16頁.
12. ↑  Gállego & Gudiol 1987，第73頁.
13. ↑  Gállego & Gudiol 1987，第127頁.
14. 1 2  Rossetti 1911，第1057頁.
15. ↑  Gállego & Gudiol 1987，第18頁.
16. ↑  . The Auckland Project.   [20 January 2020]. （原始内容存档于28 July 2020）.
17. ↑  Goodwin 2015，第474頁.
18. 1 2  Gállego and Gudiol 1987, p. 15.
19. ↑  Gállego & Gudiol 1987，第25頁.
20. ↑  Gállego & Gudiol 1987，第60–61頁.
21. ↑  Gállego & Gudiol 1987，第36頁.
22. ↑  Gállego & Gudiol 1987，第21, 36頁.
23. ↑  Gállego & Gudiol 1987，第26頁.
24. ↑  Gállego & Gudiol 1987，第20, 67頁.
25. ↑  Gállego & Gudiol 1987，第82頁.
26. ↑  Mallory 1990，第116頁.
27. ↑  Gállego & Gudiol 1987，第79–80頁.
28. ↑  Gállego & Gudiol 1987，第74頁.
29. ↑  Gállego & Gudiol 1987，第86頁.
30. ↑  . Splendor, Myth, and Vision: Nudes from the Prado.   [20 January 2020]. （原始内容存档于13 December 2017）.
31. ↑  MacKenzie. . Art UK. 2018  [2025-05-05]. （原始内容存档于2025-05-05）.
32. ↑  Gilbert 1987.
33. ↑  . Museo Nacional Thyssen-Bornemisza.   [20 January 2020]. （原始内容存档于2025-03-18）.
34. ↑  . artehistoria.com. 2017  [20 January 2020]. （原始内容存档于6 December 2019） （西班牙语）.